# 'Azza

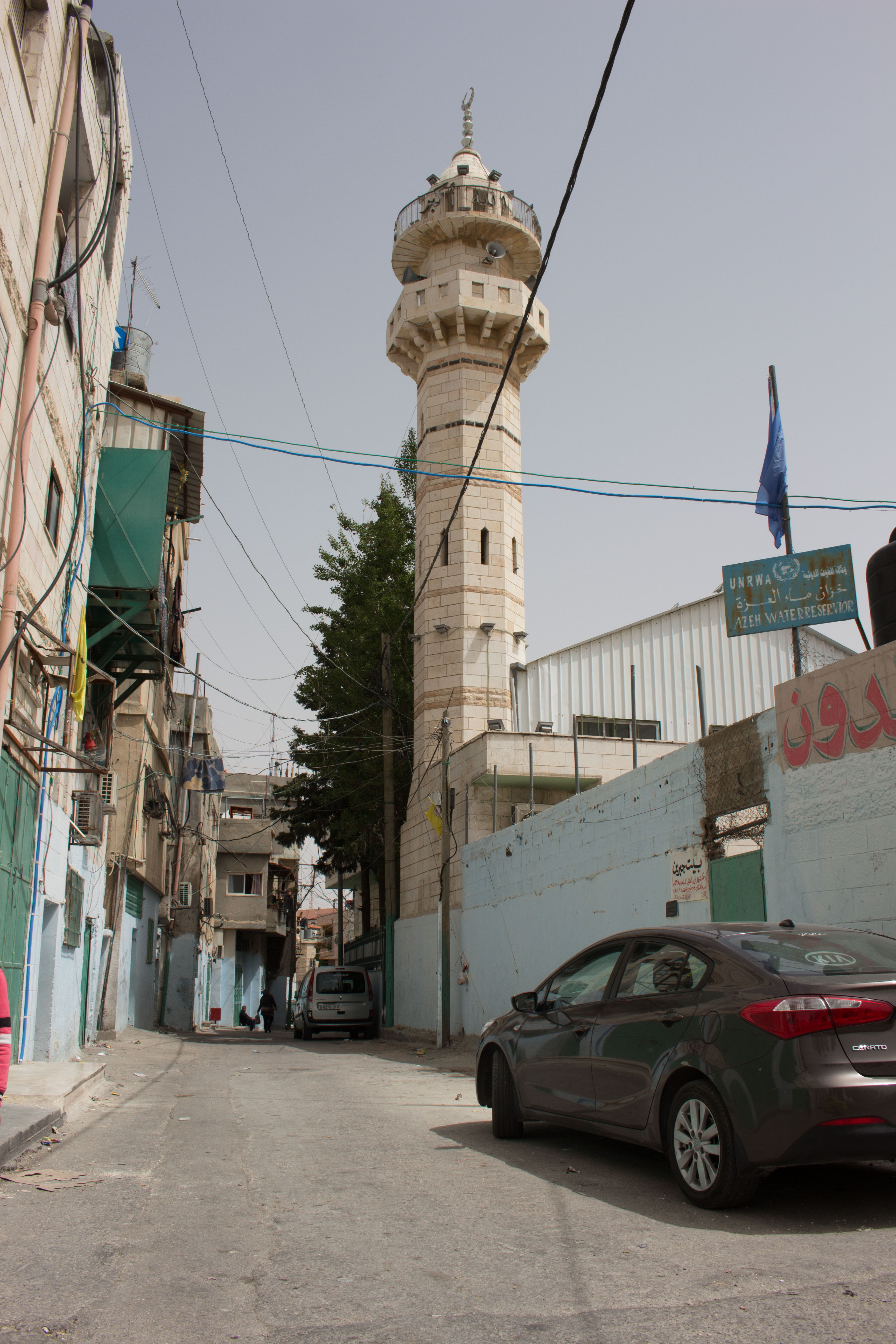
La entrada al campo de refugiados de Al Azza

'Azza o Al 'Aza (también escrito 'Azzeh, 'Azzah o 'Alazzeh) (en árabe: مخيم العزة‎), también llamado Campo de Beit Jibrin (en árabe: مخيم بيت جبرين‎), es un campo de refugiados palestinos ubicado en el municipio de Belén. Es el campo de refugiados más pequeño de los 59 campamentos de refugiados de Cisjordania y del resto de países árabes. Fue establecido en 1950 en un área de 20 dunams y depende de los campos de refugiados cercanos de Aida y Dheisheh para los servicios médicos y educativos que suministran los empleados de la UNRWA, así como de las instalaciones de las localidades de Belén y Beit Jala.
El campamento toma su nombre de la familia Al 'Aza, una familia palestina de la aldea despoblada de Beit Jibrin, al oeste de las colinas de Hebrón, en la actual Israel. Se estima que casi 50% de la población del campo de 'Azza procede de Beit Jibrin; los demás habitantes son originarios de otros pueblos que, al igual que Beit Jibrin, fueron destruidos por el ejército israelí en las guerras de 1948 y 1967.
La Oficina Central de Estadísticas de Palestina registró una población de 1.529 personas en 2007.
Al 'Aza depende de la Autoridad Nacional Palestina desde 1995.